# Abbottabad

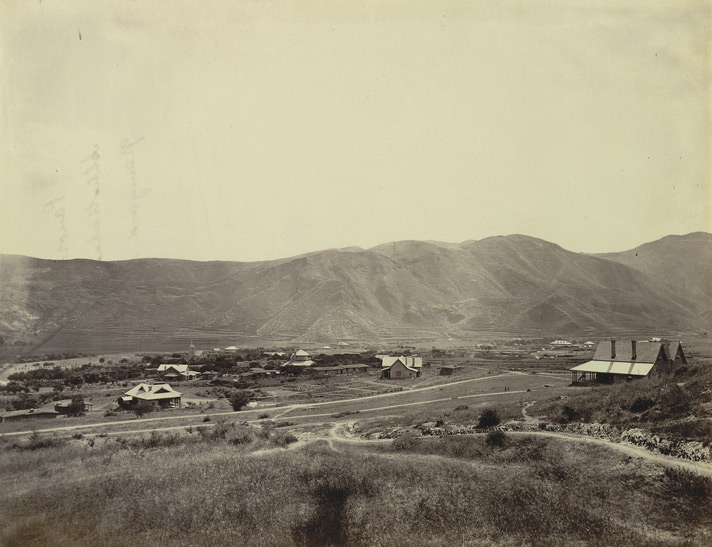
Panoramă a Abbottabadului, anii 1860

Abbottabad este un oraș localizat în regiunea Hazara din provincia Khyber Pakhtunkhwa, Pakistan. Orașul este situat în valea Orash, la 50 km NE de Islamabad și 150 km EST de Peshawar la o altitudine de 1.255,776 m și este reședința districtului cu același nume.
Tot aici este locul în care Osama bin Laden a fost omorât într-o operațiune de asalt declanșată de către S.U.A.